# Eilandvos
De eilandvos (Urocyon littoralis) is een bedreigde hondachtige uit het geslacht der grijze vossen (Urocyon). De eilandvos komt enkel voor op zes van de acht Channel Islands voor de kust van Zuid-Californië. Zijn nauwste verwant is de grijze vos (Urocyon cinereoargenteus) van het Amerikaanse vasteland.

## Beschrijving
De eilandvos heeft een grijze vacht, met rossig gele flanken, nek en poten en een witte onderzijde. De kop is grijs, met zwarte vlekken op de zijden van de snuit en rond de lippen. Een witte vlek loopt van de keel over de wangen en de onderlip. Over de staart loopt een zwarte streep, die eindigt in een zwarte staartpunt. 
De eilandvos is veel kleiner dan zijn naaste verwant, de grijze vos, en is de kleinste hondachtige van Noord-Amerika. De eilandvos weegt zo'n 1,1 tot 2,7 kilogram en wordt 53 tot 79 centimeter lang. De staart is 11 tot 29 centimeter lang en hij heeft een schouderhoogte van 10,7 tot 11,2 centimeter. Mannetjes worden groter dan vrouwtjes.

## Gedrag

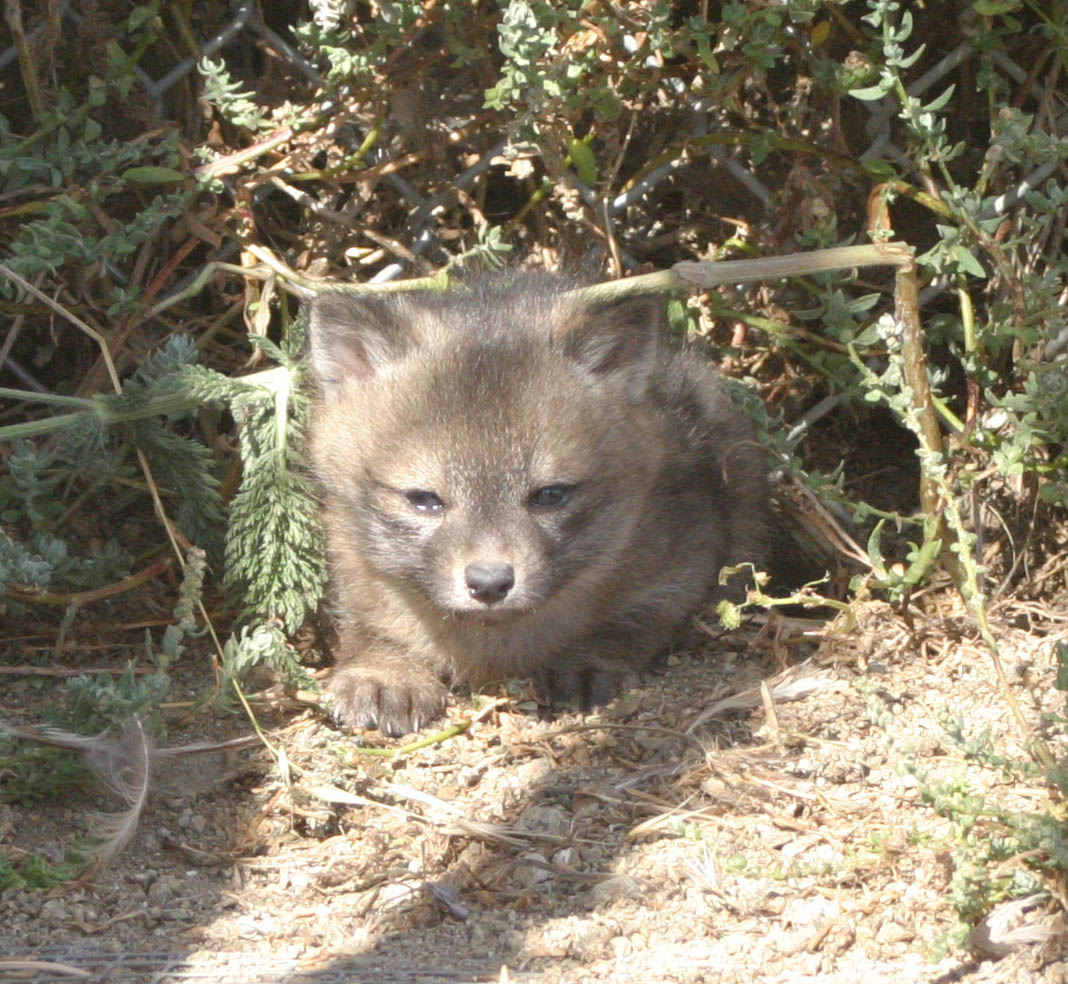
Welp

Net als de grijze vos klimt de eilandvos regelmatig in bomen. De eilandvos eet insecten als krekels, plantaardig materiaal als bessen, cactusvruchten en granen, slakken, kleine zoogdieren als de hertenmuis en vogels (voornamelijk hoendervogels). 's Nachts komen ze tevoorschijn. Jagen doen ze meestal alleen, soms met z'n tweeën. Vrouwtjes worden tijdens de jacht vergezeld door haar jongen.
Eilandvossen leven in monogame paartjes, die er kleine territoria op na houden. Onafhankelijke jongen blijven in hun tweede jaar meestal in de buurt van het territorium van de ouders.
De paartijd is in maart of april. Meestal is de vaste partner van het vrouwtje de vader, maar het komt regelmatig voor dat de vader een andere vos is. De eilandvos kent een verlengde draagtijd. De één tot vijf jongen worden tussen februari en mei geboren in een nest onder de grond, onder omgevallen bomen, tussen rotsen of in dicht struikgewas.
De eilandvos kan minstens tien jaar oud worden.

## Verspreiding en leefgebied
Eilandvossen komen in ieder habitat voor, behalve in gebieden die te zwaar leden onder menselijke activiteiten of overbegrazing.
De eilandvos komt enkel voor op de zes grootste van de acht Kanaaleilanden voor de kust van Zuid-Californië, namelijk San Miguel, Santa Rosa, Santa Cruz, San Nicholas, Santa Catalina en San Clemente. De zes verschillende populaties worden soms als aparte ondersoorten beschouwd. 
- U.l. littoralis - San Miguel Island
- U.l. santarosae - Santa Rosa Island
- U.l. santacruzae - Santa Cruz Island
- U.l. dickeyi - San Nicolas Island
- U.l. clementae - San Clemente Island
- U.l. catalinae - Santa Catalina Island

## Evolutie
Zo'n 10.000 tot 16.000 jaar geleden bereikten enkele grijze vossen de drie noordelijke Kanaaleilanden, San Miguel, Santa Rosa en Santa Cruz. Deze eilandjes vormden toentertijd één groot eiland, "Santarosae" genaamd. Door de lagere zeespiegel lag het eiland niet ver van de kust af. De grijze vossen bereikten deze eilanden waarschijnlijk zwemmend of drijvend op een boomstam of een ander natuurlijk vlot. Van deze grijze vossen stammen de tegenwoordige eilandvossen af. De drie zuidelijke eilanden werden zo'n drieduizend jaar geleden bereikt, waar ze waarschijnlijk zijn gebracht door Indianen. Indianen hielden mogelijk eilandvossen als huisdier en de vossen speelden een belangrijke rol in ceremoniën.

## Bedreiging
De totale populatie eilandvossen is gedaald van zesduizend dieren in 1994 naar vijftienhonderd in 2002. Vooral de noordelijke populaties lopen sterk achteruit, soms zelfs met een achteruitgang van meer dan 90%. Op San Miguel leefden in 2002 nog maar 28 dieren, allen in gevangenschap. In 1994 waren dat nog zo'n 450 dieren. De belangrijkste reden voor de achteruitgang is de steenarend, die pas sinds de jaren negentig op de eilanden voorkomt en op de eilandvos jaagt. Mogelijke redenen voor de vestiging van deze arend op de eilanden zijn de aanwezigheid van verwilderde varkens, een belangrijke voedselbron voor de steenarenden, en de afwezigheid van Amerikaanse zeearenden, een belangrijke concurrent voor nestplaatsen. Ook uitbraken van ziekten als hondenziekte (CDV), naar de eilanden gebracht door huishonden, vormt een belangrijke bedreiging.
Op San Clemente vormen beschermingsmaatregelen voor een ernstig bedreigde vogelsoort, de San Clemente-klapekster (Lanius ludovicianus mearnsi), een mogelijke bedreiging. Eilandvossen werden tussen 1998 en 2000 door de US Navy gedood om de nesten van deze ondersoort van de Amerikaanse klapekster te beschermen. Tegenwoordig worden vossen weggevangen in het broedseizoen van de klapekster, en weer vrijgelaten als de jongen zijn uitgevlogen. Mogelijk wordt op deze manier de voortplanting en het sociale gedrag van de vos verstoord. 